# Фролькіс Володимир Веніамінович
Володи́мир Веніамі́нович Фролькіс (27 січня 1924, Житомир — 2 жовтня 1999) — український науковець в галузі сучасної геронтології і вікової фізіології, доктор медичних наук, професор. Академік Академії медичних наук України, академік НАН України, член Нью-йоркської академії наук. Заслужений діяч науки і техніки України, віце-президент АМН України, завідувач лабораторії фізіології Інституту геронтології АМН України.

## Біографія
Народився 27 січня 1924 року в Житомирі. Учасник радянсько-німецької війни.
У 1945 році закінчив Військово-медичну академію ім. С. М. Кірова в Ленінграді. За рекомендацією начальника кафедри фізіології ВМА Леона Орбелі був прийнятий в аспірантуру на кафедру фізіології Київського медичного інституту, керовану Георгієм Фольбортом. У 1950 році захистив кандидатську дисертацію «До вивчення процесів втоми і відновлення серця» і залишився на кафедрі фізіології — спочатку асистентом, потім з 1953 року доцентом.
У 1958 році захистив докторську дисертацію «Фізіологічна характеристика рефлексів на серцево-судинну систему» і видав монографію «Рефлекторна регуляція діяльності серцево-судинної системи». Тоді ж в Києві створюється Інститут геронтології та експериментальної патології АМН СРСР. Його очолив академік М. М. Горєв, який запросив 34-річного В. В. Фролькіса керувати лабораторією фізіології знову організованого інституту. В ній вчений працював до кінця життя.
Раптово помер у 75-річному віці 2 жовтня 1999 року, після виступу на першому Всеукраїнському з'їзді медпрацівників. Похований разом з дружиною на Байковому кладовищі (ділянка № 10).

### Родина
Брат — науковець-гастроентеролог, доктор медичних наук Абрам Фролькіс (1920—1998). Дружина — доктор медичних наук, племінниця політика Лазара Кагановича Раїса Фролькіс (1930—1996). Доньки — науковиці Марія та Інна Фролькіси.

## Наукова робота

Могила Володимира Фролькіса

Автор близько 700 наукових праць, з них 25 монографій, 13 посібників, виданих у різних країнах світу. Створив найбільшу геронтологічну наукову школу. Підготував 37 докторів та 63 кандидатів наук. Серед учнів Володимира Фролькіса — доктори наук Владислав Безруков, Леонід Громов, Юрій Дупленко, Володимир Медведь, Галина Парамонова тощо.
Основний напрям робіт — вивчення механізмів старіння, вікової патології; пошук засобів подовження життя. Ним розроблена адаптаційно-регуляторна теорія старіння, запропоновано уявлення про процеси антистаріння (вітаукт), гіпотеза про гено-регуляторний механізм розвитку вікової патології і розроблено концепцію гено-регуляторної терапії, проаналізовані нейро-гуморальні та мембранні зміни в процесі старіння; відкрито новий клас внутрішньоклітинних регуляторів (інвертори); створені нові підходи до експериментального подовження життя.
У 1950-х роках увагу дослідника було зосереджено на фізіології та експериментальної патології кровообігу. Він дав розгорнуту характеристику рефлекторної регуляції серця і судин, висунув і обґрунтував концепцію гемодинамічного центру, що являє собою, на його думку, констеляцію центральних нервових структур, які включають і судиноруховий центр, регулюють кровообіг при різних станах організму, та відповідального за гемодинамічне забезпечення поведінкових, емоційних та інших складнорефлекторних реакцій організму. Ним встановлені закономірності взаємодії вузлів автоматизму в серці, досліджено механізми виникнення аритмій, регуляції коронарного кровотоку, детально проаналізовано функціональні та метаболічні порушення при експериментальному інфаркті міокарда.
Основні наукові праці:
- «Aging and life-prolonging processes» (1982);
- «Life span prolongation» (1991);
- «Старение, эволюция и продление жизни»(1993);
- «Старение и экспериментальная возрастная патология сердечно-сосудистой системы» (1994);
- «Aging cardiovascular system. Physiology and pathology» (1996).

Був почесним членом товариств геронтологів Болгарії, Угорщини, Німеччини, Чехословаччини, членом редколегій семи журналів, членом правлінь наукових товариств фізіологів, геронтологів, членом Міжнародного парламенту гуманітаріїв (1992–1999).

## Відзнаки, пам'ять
Нагороджений:

меморіальна дошка

- Міжнародними преміями імені Ф. Верцара, Міжнародної Асоціації геронтологів; преміями імені академіка О. О. Богомольця (1971), Державною премією УРСР у галузі науки і техніки (1978), премією імені І. І. Мечникова НАН України (1995).
- Орденом Вітчизняної війни 2 ступеня та 7 медалями Радянського Союзу, Відзнакою Президента України, Орденами Ярослава Мудрого V та IV ступенів.

27 січня 2004 року на фасаді будівлі Інституту геронтології АМН України в Києві за адресою, Вишгородська вулиця, 67 встановлено меморіальну дошку.